# Region Północno-Zachodni (Rosja)

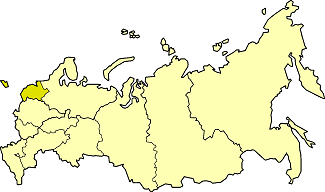
Położenie Północno-Zachodniego regionu ekonomicznego na mapie Federacji Rosyjskiej.

Północno-Zachodni region ekonomiczny (ros. Се́веро-За́падный экономи́ческий райо́н wymawia się: [Severo-Zapadnyj ekonomicheskij rajon]) – jest jednym z dwunastu regionów ekonomicznych Rosji, znajdujący się w jej europejskiej części.
Powierzchnia regionu wynosi 196 500 km ², zamieszkuje go blisko 8 034 000 osób, przy gęstości zaludnienia około 41 osób / km ², 87% ludności to mieszkańcy miast. Centrum przemysłowym regionu jest drugie co do wielkości i ilości zaludnienia miasto w Rosji, Petersburg, innymi ważnymi ośrodkami gospodarczymi tego regionu są m.in.: Nowogród Wielki i Psków.  

## Jednostki administracyjne regionu
- Obwód leningradzki
- Obwód nowogrodzki
- Obwód pskowski
- wydzielone miasto Petersburg[1]